# Cephonodes banksi
Cephonodes banksi là một loài bướm đêm thuộc họ Sphingidae. Nó được tìm thấy ở Philippines và Sulawesi.
Phía trên bụng có ba màu (phía trong màu xanh lá cây đậm, giữa màu vàng hơi đỏ với dải màu kem còn ngoài thì mày cam/đen hơi nâu).

## Phụ loài
- Cephonodes banksi banksi (Philippines)
- Cephonodes banksi johani Cadiou, 1999 (Sulawesi)